# Anomis brima
Anomis brima är en fjärilsart som beskrevs av Swinhoe 1920. Anomis brima ingår i släktet Anomis och familjen nattflyn. Inga underarter finns listade i Catalogue of Life.